# Life of the Party (film 2005)
Life of the Party è un film commedia drammatica del 2005 con Eion Bailey ed Ellen Pompeo. È stato scritto e diretto da Barra Grant.

## Trama
Un gruppo di amici panifica un intervento per aiutare il loro amico ad affrontare il suo problema con l'alcol.
Le cose vanno male quando lo strizzacervelli che hanno assunto non si presenta.

## Critica
Life of the Party e stato accolto data critica nel seguente modo su IMDb il pubblico la votato con 5.3/10, mentre su Rotten Tomatoes il pubblico la votato su 39%

## Riconoscimenti
Premio Emmy - 2005
- Interprete eccezionale in uno speciale per bambini/giovani/famiglie a Eion Bailey

La Femme International Film Festival - 2005
- Miglior scrittore a Barra Grant